# كوساريجاما

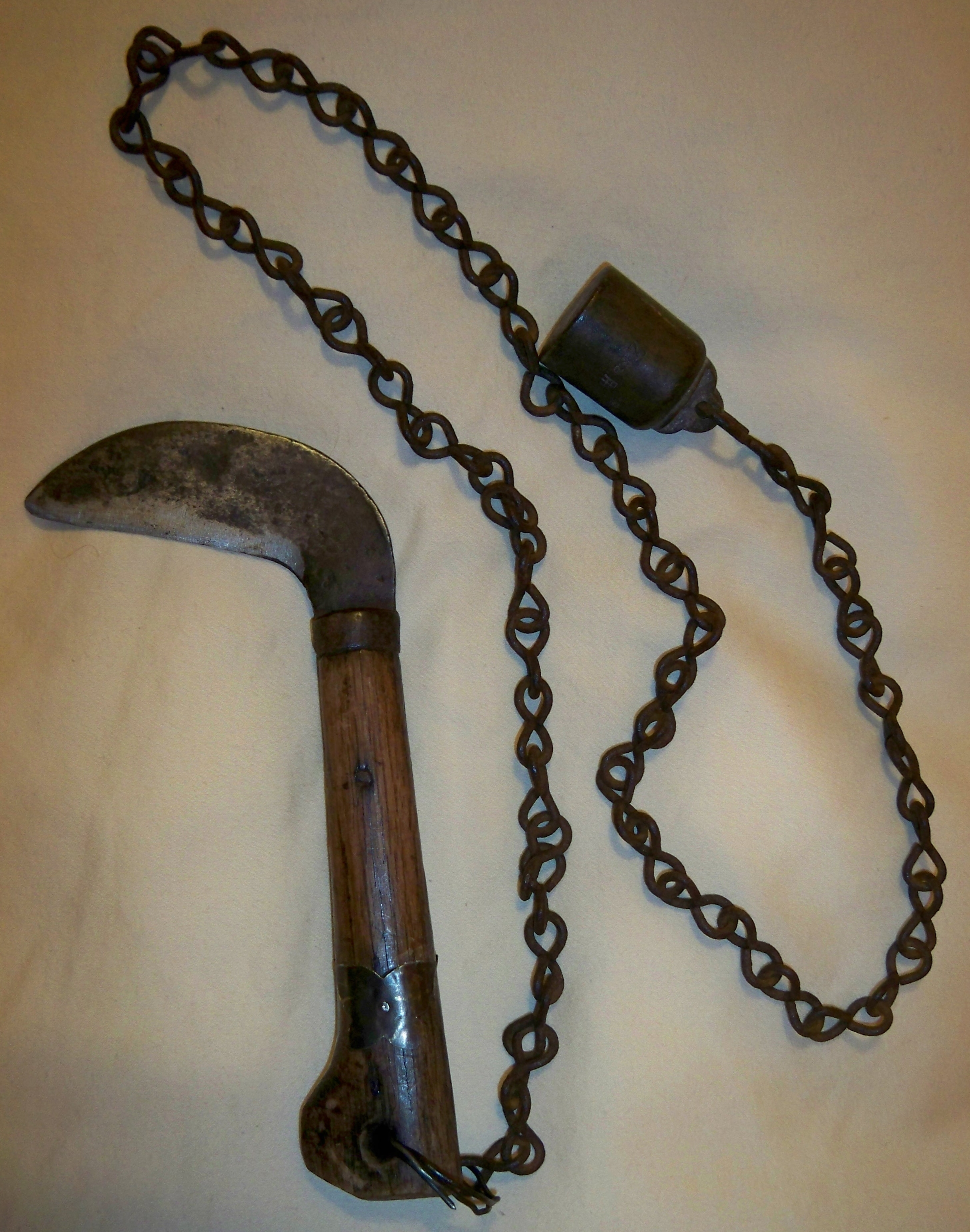
الكوساريجاما

كوساريجاما أو سلسلة المنجل (鎖鎌,Kusarigama) هو سلاح ياباني تقليدي يتكون من كاما (الكلمة اليابانية من "منجل") على سلسلة معدنية (كوساري) مع وزن ثقيل من الحديد (fundo) في النهاية. يعتقد أن الكوساريجاما بدأ استخدامه خلال فترة موروماتشي. يطلق على فن التعامل مع كوساريجاما اسم Kusarigama-jutsu.